# هم‌کنش‌پذیری

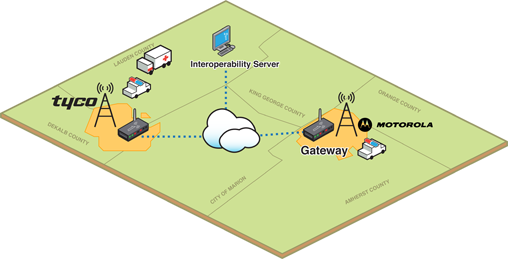
نمایی از هم‌کنش‌پذیری به‌زبان ساده

هم‌کنش‌پذیری یا تعامل‌پذیری (به انگلیسی: Interoperability) (میان‌کنش‌پذیری و تعامل‌پذیری هم نامیده شده) به قابلیت سامانه‌ها و ساختارهای گوناگون برای کار کردن با همدیگر گفته می‌شود.
این اصلاح بیشتر در حوزه مهندسی سامانه‌های رایانه‌ای و فنی کاربرد دارد اما در حوزه‌های علوم اجتماعی و سیاسی هم کاربردهایی دارد.

## در فناوری اطلاعات
به منظور هم‌کنش‌پذیر کردن سامانه‌های رایانه‌ای و پیام‌رسانی فوری، رویترز نخستین توافقنامه اتصال بین سرویس‌دهنده‌ها را در سپتامبر ۲۰۰۳ امضا نمود. این توافقنامه به کاربران AIM, ICQ و MSN امکان می‌داد تا با همتاهای پیام‌رسانی رویترز حرف بزنند و بالعکس. پیرو این اتفاق، مایکروسافت، یاهو و آمریکا آنلاین معامله‌ای را منعقد نمودند که مطابق آن کاربران Live Communication Server مایکروسافت می‌توانستند با سایر کاربران عمومی پیام رسانی فوری حرف بزنند. طی این معامله SIP/SIMPLE به عنوان استاندارد هم‌کنش‌پذیری پروتکل‌ها تعیین شد. جدای از این موارد، مایکروسافت و یاهو در ۱۳ اکتبر ۲۰۰۵ اعلام کردند که از ربع سوم سال ۲۰۰۶ با استفاده از استاندارد SIP/SIMPLE با یکدیگر هم‌کنش‌پذیر خواهند بود. به دنبال آن در دسامبر ۲۰۰۵ گوگل و یاهو قرارداد شراکت راهبردی را امضا نمودند که مطابق آن کاربران گوگل تاک می‌توانند با کاربران ICQ و AIM حرف بزنند به شرط آنکه یک حساب AIM نیز داشته باشند.